# 外部性
外部性（がいぶせい、英: externality）は、ある経済主体の意思決定（行為・経済活動）が他の経済主体の意思決定に影響を及ぼすことをいう。一般に経済学では、ある経済主体の意思決定は他の経済主体の意思決定に影響を及ぼさないと仮定するが、現実には他の経済主体の影響を無視できない場合がある。そこで、そのような場合に対処するために考案された概念が外部性である。

## 概要
生産活動においては、その規模が拡大するにつれてその費用が低下するという費用逓減（収穫逓増）の傾向が見られるが、その要因を、アルフレッド・マーシャルは、個々の企業の自助努力によるものと、産業全体の規模の拡大がその産業全体の環境を改善することによるものとに分けて考え、前者を内部経済、後者を外部経済と名づけた。
外部性は金銭的外部性（市場を通じて影響を与える場合）と技術的外部性（市場を通さずに影響を与える場合）に分類され、さらにそれぞれ「正の外部性（外部経済）」と「負の外部性（外部不経済）」に分類される。一般的に外部性というと技術的外部性のことを指すことが多い。

### 分類
正の外部性（外部経済）
他の経済主体にとって有利に働く場合の外部性。
技術的外部経済の例として養蜂家と果樹栽培農家がある。養蜂家が近くにあると、ミツバチが果樹の受粉を促してくれるため、養蜂家に対価を払わなくても果樹農家は生産を増やすこと、すなわち便益を得ることが可能である。通例、ここで養蜂に当たる財の生産は過小 となる。養蜂家の社会的な生産はミツバチによる蜂蜜のみならず、果樹にも及ぶので、社会的に望ましい蜂蜜の生産量（ひいては生産に投入する資源量）の決定に際しては果樹による収益をも考慮に入れられるべきだが、実際の養蜂家の利益は蜂蜜によるものだけに限られるため、社会的に望ましい量よりも過小な生産に留まってしまうからである。
負の外部性（外部不経済）
他の経済主体にとって不利に働く場合の外部性。
技術的外部不経済の例として公害がある。通常効用を低める財（バッズ Bads：ごみなどが例）については財を供給する側が対価を払わなければならないが、大気汚染などの公害は対価を払うことなしに供給することができる。通例、このような財の生産は過剰となる。

## 外部不経済の問題点と内部化
外部不経済の問題点と内部化について説明するために、ある漁業者がいて漁場のそばに工場が建設された場合を例に挙げる。漁業者は工場の廃液により1000万円の被害を受け、工場が廃液を浄化する設備は500万円とする。経済全体としては、設備を設置したほうが利益が上がるが、漁業者と工場所有者が別人である場合、そうした配慮は働かない。また、設備を設置しない場合、工場は低コストで商品を生産し低価格で供給できる。経済全体としては工場の供給量は廃液汚染という不経済性を考慮しない過剰供給と言うことになる。これは経済全体の効率性が損なわれた状況である。そこで、政府が工場から廃液税を500万円取り、浄化設備を設置したとしよう。このときに工場は高コストとなり価格を引き上げざるを得ない。こうして工場の供給量は廃液汚染を考慮した最適な状態となる。これが内部化である。
産業革命以降の産業発展と経済合理性の追求から、環境問題をはじめとする外部不経済は甚大な被害を及ぼすようになった。これらの被害に対して、企業への非難が集まった。こうしたなかで、外部不経済を積極的に内部化しようとする試みが始まった。地球温暖化の原因と目される二酸化炭素の排出権取引はその代表である。二酸化炭素を排出する企業は、その排出のコストを含めることになるため、全体として最適化が図られる。また、環境税などの取り組みも内部化にあたる。

## 外部経済と内部化
外部経済と内部化について例を挙げる。電鉄会社が終電を遅くし財の提供を増やせば、駅周辺の商業施設の利益や住民の便益が増え地価も上がるが、電鉄会社にとっては鉄道利用者の移動時刻が遅くなるだけなので費用の増加にしかならない。このとき、電鉄会社が駅周辺に不動産を持ち商業施設を運営すれば、外部経済の一部を内部化でき、これを鉄道の利便性向上に再投資することができる。
内部化を進めることで経済的に考慮された資源配分と生産がおこなわれるようになる。

## コースの定理
企業の生産活動から発生した公害が周辺住民に被害を与えている状況を考える。このとき取引コストがないなどの理想的条件の下では企業と住民の交渉によって外部不経済による過剰生産を避けることができ、少なくとも社会全体としては同じ水準の社会的余剰が達成される。これをコースの定理という。
ただし、誰が環境についての権利を持つかによって負担の配分は異なる。住民に権利(所有権)がある場合は企業に課税して住民に補償を与える（ピグー税など）ことになるので費用負担者は企業であり、企業に権利がある場合は住民側から企業の減産に補償を与えることになるので費用負担者は住民である。また、住民と企業のどちらが権利を持つかによって、企業の環境対策へのインセンティブが変わってくることも重要である。住民に権利がある場合、企業には環境負荷を小さくする技術革新を行うことでピグー税の負担を小さくすることが出来るので、企業に権利がある場合よりも環境対策への投資のインセンティブが高まる。